# Crosbyarachne
Crosbyarachne és un gènere d'aranyes araneomorfes de la subfamília Erigoninae, dins de la família Linyphiidae.
Fou descrit per primera vegada per Dmitry Evstratievich Kharitonov l'any 1937.

## Distribució
Es pot trobar al Sud d'Europa, Europa de l'est i Turquia.

## Llista d'espècies
Segons The World Spider Catalog 12.0:
- Crosbyarachne bukovskyi Charitonov, 1937 (Espècie tipus)
- Crosbyarachne silvestris (Georgescu, 1973)